# Giuseppe Vizzotto Alberti
Giuseppe Vizzotto Alberti (Oderzo, maggio 1862 – Venezia, 30 novembre 1931) è stato un pittore italiano.

## Biografia
Muove i primi passi in campo artistico sotto la guida di Giorgio Martini, padre dell'artista Alberto, che lo incoraggia agli studi. Nato in una famiglia di decoratori, vive a Oderzo fino al 1881 quando si iscrive all'Accademia di belle arti di Venezia allora guidata da Pompeo Marino Molmenti che lo indirizza al vero.
Riprendendo il filone neo-settecentista e favrettiano, Giuseppe Vizzotto dedica il proprio rigore compositivo e tecnico soprattutto a scene aneddotiche e di genere, ritratti e paesaggi ispirati a quel clima. Tecnicamente molto preparato è piuttosto richiesto come decoratore di interni: tra le sue realizzazioni, si ricorda l'affresco dell'abside del Santuario di S.Maria Dei Miracoli a Motta di Livenza, di cui progetta anche la ricostruzione architettonica e decorativa. Espone a diverse mostre nazionali -  tra cui Venezia 1887 e Bologna 1888 - distinguendosi alla Triennale di Brera del 1894.
Dal 1895 partecipa a quasi tutte le edizioni delle Biennali internazionali, fino alla sua morte. Decorerà usando la tecnica dell'encausto la Torre di San Martino della Battaglia con scene di ispirazione storica a tema garibaldino, per le quali otterrà il riconoscimento della Croce al merito dal Re Umberto I. L'opera Sotto la pioggia, legata al filone sentimentale di Luigi Nono viene acquisita dal Re per la Galleria Nazionale d'Arte Moderna cui afferirà anche il lavoro neo-cinquecentesco, con aperture preraffaellite, Il cardo selvatico (1895-1896). Affresca la sala del Consiglio provinciale di Venezia, incaricato dal Comune (1896), insieme a Vincenzo De Stefani.
Per quanto riguarda il restauro, interverrà nella decorazione di Palazzo Ravagnan a Chioggia. Lascerà diversi schizzi e bozzetti, tra i quali diversi studi per il soffitto di Palazzo Stucky a Venezia, per la Prefettura di Venezia e quella di Nizza, per la Chiesa di San Polo di Piave e per il Santuario di Motta di Livenza, per il Salone Centrale della Banca d'Italia di Venezia, molti dei quali sono raccolti presso la Pinacoteca Alberto Martini di Oderzo. Sue opere sono presenti anche presso altre collezioni pubbliche, quali Ca' Pesaro a Venezia ed i Musei di Treviso, Padova e Udine.